# Joyce Ndalichako
Joyce Lazaro Ndalichako (* 21. Mai 1964) ist eine tansanische Politikerin. Sie ist Mitglied der Partei Chama Cha Mapinduzi (CCM), Parlamentsmitglied und seit 2022 Ministerin für Arbeit, Jugend und Beschäftigung.

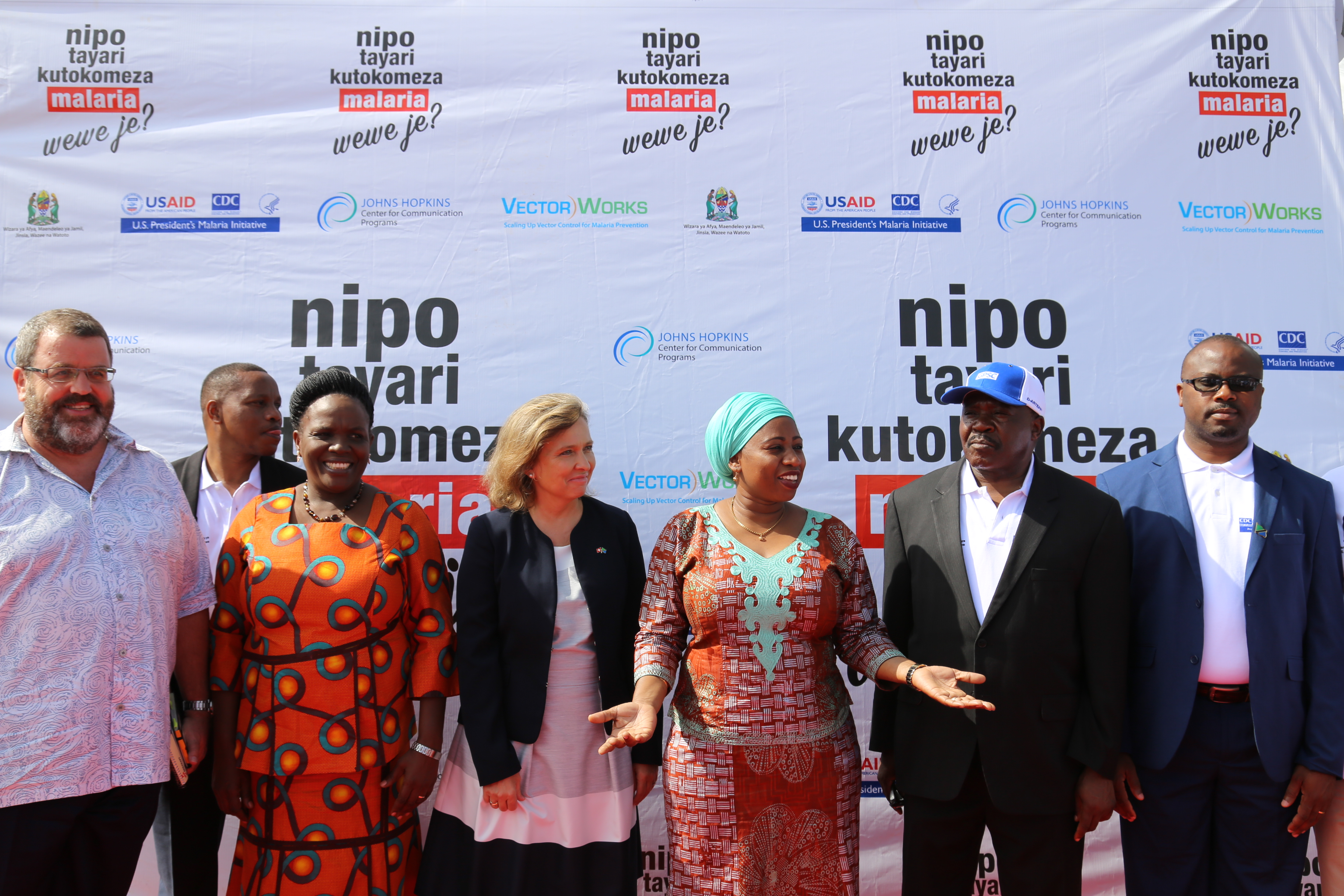
Joyce Ndalichako, 3. von links, beim Welt-Malariatag 2018

## Leben
Joyce Ndalichako wurde am 21. Mai 1964 in Musoma in der Region Mara geboren.

### Ausbildung
Von 1987 bis 1991 studierte sie an der University of Dar es Salaam mt dem Ausbildungsschwerpunkt Mathematik. Danach studierte sie an der University of Alberta in Kanada und schloss dieses Studium über Educational Measurement and Evaluation (Messwerte und Bewertung der Bildung) mit dem Titel Ph.D. ab.

### Beruf
Von 2000 bis 2005 lehrte sie als Dozent am Institut für Bildungsentwicklung der Aga-Khan-Privatuniversität. Von 2005 bis 2014 war sie Exekutivsekretärin des Nationalen Prüfungsrates von Tansania und verantwortlich für die Überwachung der Durchführung der nationalen Prüfungen in der Vereinigten Republik Tansania.

## Politik
Joyce Ndalichako wurde 2015 Parlamentsmitglied, 2016 machte sie Staatspräsident John Magufuli zur Ministerin für Bildung, Wissenschaft, Technologie und Berufsbildung. Seit 2022 ist sie Ministerin für Arbeit, Jugend, und Beschäftigung.

## Veröffentlichungen
Auszug ihrer Veröffentlichungen:
- 1997: Comparison of number right, item response, and finite state approaches to scoring multiple-choice items.
- 1997: Comparison of Finite State Score Theory, Classical Test Theory, and Item Response Theory in Scoring Multiple-Choice Items.
- 2000: Number-Right, Item-Response, and Finite-State Scoring: Robustness with Respect to Lack of Equally Classifiable Options and Item Option Independence.
- 2007: Towards an understanding of assessment practices of primary school teachers in Tanzania.
- 2013: Analysis of Pupils’ Difficulties in Solving Questions Related to Fractions: The Case of Primary School Leaving Examination in Tanzania.
- 2014: Students’ Subject Choice in Secondary Schools in Tanzania: A Matter of Students’ Ability and Interests or Forced Circumstances?
- 2015: Secondary School Teachers’ Perceptions of Assessment.